# 狭穗阔蕊兰
狭穗阔蕊兰（学名：Peristylus densus）为兰科阔蕊兰属下的一个种。

## 扩展阅读
- 维基共享资源上的相關多媒體資源：狭穗阔蕊兰
- 維基物種上的相關：狭穗阔蕊兰